# Ghostzilla
Ghostzilla — веб-браузер с открытым исходным кодом для операционных систем семейства Microsoft Windows, основан на открытом движке Gecko, используемом в наборе программ Mozilla. Особенностью браузера является то, что окно программы располагается в пространстве окна другого приложения, что позволяет скрыть наличие окна браузера от других лиц, словно пользователь работает с программой, в пространстве окна которой спрятался браузер.
С мая 2004 года по январь 2005 года, проект съезжал со своего веб-сайта, пока автор считал его размещение неприемлемым. Позже он был возвращён, но с предупреждением о возможных последствиях в случае злоупотребления. С февраля 2007 года, работа сайта была приостановлена на неопределённое время.
Следует заметить, как отмечает и сам автор, Ghostzilla основан на очень старой версии Mozilla. Соответственно весьма вероятно, что Ghostzilla содержит ряд уязвимостей, которые были устранены в последующих версиях Mozilla.

## Возможности
- Окно Ghostzilla исчезает, когда указатель сдвигается с окна, тем самым позволяя пользователю легко спрятать его.
- Окно вновь появляется только после последовательного движения указатель к левому краю экрана, потом к правому и вновь к левому.
- Пользователь может настроить уровни безопасности (скрытности), к примеру, возможно скрыть все изображения на странице, которые отображаются только при наведении на них курсора, либо сделать весь текст серым на белом фоне.